# آماندا ردمن
 آماندا ردمن (انگلیسی: Amanda Redman؛ زادهٔ ۱۲ اوت ۱۹۵۷) بازیگر اهل بریتانیا است.
از فیلم‌ها یا سریال‌های تلویزیونی معروف او می‌توان به بازی در فیلم برای ملکه و کشور، ترفندهای نو، مایک باست: مدیر تیم ملی انگلستان، بیمارستان گود کارما و آکسبریج بلوز اشاره کرد.